# Tiffany Trump
Tiffany Trump (13 d'octubre de 1993) és un model de moda estatunidenca i cantant. És filla del 45è president dels Estats Units Donald Trump i la seva segona dona, Marla Maples. Viu a la ciutat de Los Angeles juntament amb la seva mare Marla.

## Educació i joventut
Tiffany Ariana Trump va néixer el 13 d'octubre de 1993 al St. Mary's Medical Center a West Palm Beach, a l'estat de Florida. És l'unica filla de Donald Trump amb la seva segona dona, l'actriu i estrella de televisió Marla Maples, amb qui es va casar l'any 1993. El seu nom prové de la marca Tiffany & Company (el seu pare va comprar el dret de vol de la joieria de la Cinquena Avinguda en els anys 80 per construir-hi la Trump Tower). Els seus pares es van divorciar l'any 1999 després d'haver estat separats durant dos anys.
Va ser criada per la seva mare a Califòrnia.
Té tres germanastres més grans, Don Jr., Ivanka i Eric, de la primera dona de Donald, Ivana, i un germanastre petit, Barron, de la tercera dona de Trump, Melania.
Va assistir a la Viewpoint School de Calabasas, a Califòrnia. L'any 2016 va obtenir un grau en la Universitat de Pennsilvània, on va cursar un doble grau en sociologia (amb menció en Dret i Societat) i Estudis Urbans, i va formar part de la germandat Kappa Alpha Theta. Va començar a assistir al Georgetown University Law Center a Washington DC l'any 2017.

## Campanya presidencial de 2016

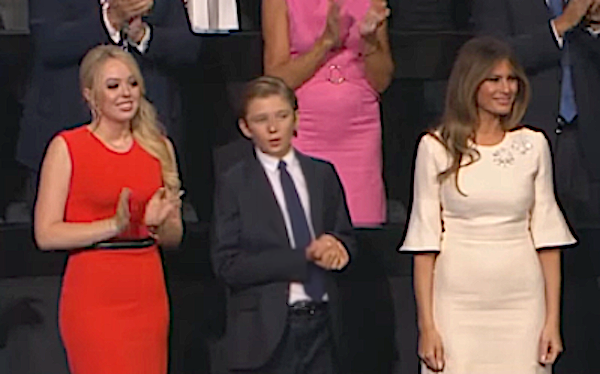
Tiffany, Barron, i Melania Trump en la Convenció Nacional Republicana de 2016

La campanya presidencial de Donald Trump de 2016 va començar formalment el 16 de juny de 2015. Durant les eleccions presidencials dels Estats Units de 2016, Tiffany es va reunir amb la resta de membres de la família Trump i va fer aparicions durant la campanya.
Va parlar en l'edició de 2016 de la Convenció Nacional Republicana, la segona nit de la convenció. En el seu discurs, Tiffany va parlar de la seva poca familiaritat amb la situació d'haver de parlar en públic, dient: "Si us plau, disculpeu-me si estic una mica nerviosa. Quan em vaig graduar a la universitat fa un parell de mesos, mai no m'hagués arribat a imaginar que seria aquí adreçant-me a la nació. He fet algun discurs davant d'una classe d'estudiants, però mai en un escenari amb més de 10 milions de persones mirant-me."
Les 58enes eleccions presidencials quadriennals dels Estats Units es van celebrar el dimarts 8 de novembre de 2016. Tiffany va votar a Nova York com a membre del Partit Republicà dels Estats Units.

## Carrera
L'any 2011, Trump va publicar un senzill anomenat "Like a Bird." Més tard, va dir a The Oprah Winfrey Show que s'estava plantejant portar la seva carrera musical "al següent nivell com una professional".
L'any 2015, Trump ca treballar com a becària a Vogue i va fer de model en la desfilada de moda d'Andrew Warren de 2016, durant la New York Fashion Week.

## En els mitjans
Trump és una usuària habitual d'Instagram, xarxa social en què, a data de desembre de 2018, té 1,000,000 de seguidors. Les seves publicacions d'Instagram sovint inclouen fotos amb amics que són coneguts principalment per tenir pares o avis famosos, inclosa Kyra Kennedy, neta de Robert Francis Kennedy; Gaïa Jacquet-Matisse, rebesneta de l'artista Henri Matisse; Ezra J. William, fill d'un empresari immobiliari d'Indonèsia; i EJ Johnson, fill del jugador de bàsquet Magic Johnson. El grup, les fotos del qual són editades per Andrew Warren, ha estat batejat com els "nens rics d'Instagram" pel New York Post o com "Snap Pack" pel The New York Times i la revista New York.